# کاروانسرای طینوج
کاروانسرای طینوج مربوط به دوره صفوی - دوره قاجار است و در شهرستان قم، بخش خلجستان، روستای طینوج واقع شده‌است. این اثر در تاریخ ۹ اردیبهشت ۱۳۸۲ با شماره ثبت ۸۶۲۶ به عنوان یکی از آثار ملی ایران به ثبت رسیده‌است.